# Giuseppe Tetamo
Giuseppe Tetamo (Napoli, 15 settembre 1885 – Miano, 24 luglio 1941) è stato un poeta e scrittore italiano.

## Biografia

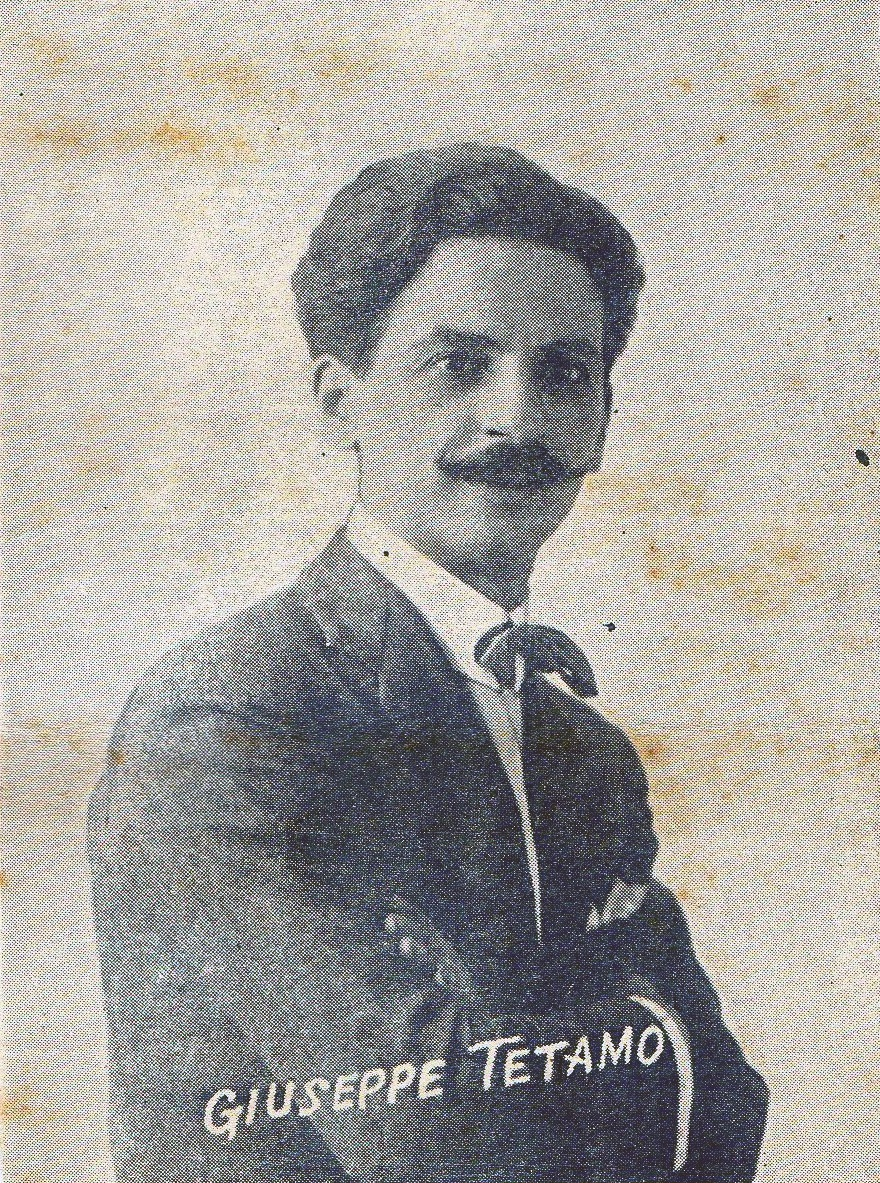
Giuseppe Tetamo nel 1920

Nato in via Sedile di Porto, a Napoli, fu impiegato alle Poste. Nel tempo libero, per arrotondare le entrate, e per mantenere i suoi otto figli, si dedicò al giornalismo e alla letteratura.
Oltre a novelle pubblicò tre romanzi, Gigliola,   Il cavalier turchino  e La chiamavano Cosetta (dalla trama di questo romanzo venne prodotto un omonimo film) 
Scrisse atti unici:  'A via d' 'o bbene, Gennarino Esposito, Gente ‘e Pusilleco,  'O miraculo,  'O sfreggio,  'O tribbunale,  'O Vommero, Quanno manco te cride.
Per tre anni diresse la casa editrice Ferdinando Anazzo e il suo periodico Giovinezza.
Nel 1929 creò le edizioni musicali E.L.M.A (Editrice Letteraria Musicale Artistica), con sede in I° traversa Angiulli 6, tra Miano e Secondigliano, punto d'incontro e di salotto di tanti artisti dell'epoca conosciuti e non, che scrivevano musiche e canzoni soprattutto partenopee ricordiamo alcuni nomi Mario Costa, Eduardo Di Capua, Vincenzo Valente, Salvatore Gambardella, Michele Salvatore Ciociano, Ernesto De Curtis, Vincenzo De Crescenzo, Francesco Buongiovanni, Libero Bovio, E. A. Mario, Ernesto Murolo, Salvatore Di Giacomo, Ferdinando Russo, Rocco Galdieri, Pasquale Cinquegrana, Edoardo Nicolardi. La Casa Editrice pubblicò molti fascicoli della Festa di Piedigrotta fino al 1940. Giuseppe Tetamo firmò più di trecento canzoni, anche in italiano. La prima delle canzoni firmate fu P' 'o mare cu tte!, musicata da Ferruzzi nel 1905.
Dal 1913 lavorò per molti anni con la Casa Editrice Bideri.
Contro le ideologie fasciste all'epoca del duce, riuscì a portare oltre oceano, attraverso la sua casa editrice E.L.M.A, canzoni napoletane e sceneggiate con lo scopo di allietare gli animi degli emigranti, molti di questi capolavori sono andati persi o distrutti. Produsse sceneggiate napoletane per la casa cinematografica  "DORA FILM" di proprietà  dei coniugi Notari di Cava de Tirreni, volute da Miguel Di Giacomo (fratello del noto poeta e scrittore Salvatore) tutte le pellicole sono andate perdute. 
In gioventù abitò alla via Pedamentina di San Martino, poi si trasferì al corso Vittorio Emanuele, poi a via Chiatamone 19, ed infine, per lavorare in tranquillità, andò in periferia, in via I° traversa Angiulli n° 6 tra Miano e Secondigliano, in quanto per comodità era l'ultima fermata del Tram numero 1 che conduceva direttamente a piazza Matteotti sede degli uffici poste e telegrafi, fu un assiduo e  costante frequentatore del gran caffe' Gambrinius per questioni lavorative di incontri con altri poeti, scrittori e uomini illustri  sino al 1938  in quanto fu chiuso  perché reputato da questioni socio politiche luogo antifascista,    morì a 56 anni. Ne tutelano la memoria la figlia Anna, ed i nipoti, Amedeo, Susanna, Giuseppe e Antonio Cioffi, Renato e Silviamaria de Mari, Giusi ed Annamaria Tetamo, Gerardo, Giuseppe e Anna Tetamo.
A Napoli, il 31 maggio 1981, fu posta una lapide in piazza Matteotti, nel vestibolo della Posta Centrale, dedicata ai poeti e musicisti che avevano prestato servizio nelle Poste e Telegrafi della città. Tra i nomi in ordine alfabetico vi è quello di Giuseppe Tetamo, oltre a quello di altri personaggi napoletani, come E.A. Mario e Matilde Serao.

## Musica, teatro e letteratura
I maggiori successi li ottenne con Sott' 'e ccancelle, musicata da Mario Nicolò e lanciata da Amalia De Bellis e Ria Rosa (1920), e ripresa, in seguito, da Angela Luce. Da questo brano ne seguì poi una pellicola (film voluto da Miquel di Giacomo, fratello del celeberrimo Salvatore), realizzata dalla casa cinematografica "DORA FILM".  Altro successo fu il brano Sposa nuvella, musicata ancora una volta da Mario Nicolò, nel 1922, ed incisa da Gennaro Cardenia. Nicolò fu il compagno di lavoro preferito; con quest'ultimo collaborò anche per 'O sfreggio, Nun m'aspettà, Troppo bbene!, 'E pperle 'e Napule, 'O stesso destino, Surriento e dduje core, Napulitano d'America.
Tra i primi partner artistici di Tetamo ci fu Gaetano Spagnolo, con i brani Canzona surrentina (1913), Nuvola 'e maggio (1916) e Doie primmavere (1921), il musicista Evemero Nardella, con Sempe cu' tte! (1917), Tu sì turnata! (1917), Nun voglio sapè (1923), 'A passiuncella (1934), il musicista Cerino, per Sciure ‘arance (1913), Mario Cosentino per Ncopp'Antignano (1915) ed il musicista Melillo per il brano Sciore 'e bellezza (1915).
Amico di Adolfo Narciso, scrisse la prefazione del libro Napoli scomparsa: esistenza di erranti (1928).
Per il teatro scrisse le opere 'O Vommero, Gente 'e Pusilleco, 'O tribunale, Quanno manco te cride, 'O miracolo e  'A via d' 'o bene, quest'ultimo scritto per un atto unico, pubblicato dalla Piedigrotta Marechiaro.Tetamo apparteneva alla grande famiglia delle Regie Poste Italiane, di sicuro era in buona compagnia: Matilde Serao, nota scrittrice; Arturo Trusiano, poeta; E.A.Mario, poeta, musicista ed editore; Rodolfo Falvo, musicista, peraltro legato al Tetamo da un grado di parentela; i sopracitati nomi più tanti altri altrettanto meritevoli di nota vennero immortalati sulla targa marmorea collocata, il 31 maggio 1981, nell’androne delle poste centrali di Napoli in piazza Giacomo Matteotti. 

### Giuseppe Tetamo autore: i successi ed i maggiori interpreti
- 1913
- Caporale (musica: Vincenzo Adamo, interprete: Fausto Cigliano)
- 1920
  - Sott' 'e ccancelle (musica: Mario Nicolò, interprete: Nina De Charny, Amelia De Bellis)
  -  'O sfreggio (musica: Mario Nicolò, interprete: Gino Ruggiero, Giuseppe Milano, Vincenzo Di Maio, Raffaele Balsamo)
- 1922
  - Sposa nuvella (musica: Mario Nicolò, interprete: Ria Rosa)
- 1926
  - Passione 'e Napule (musica: Giuseppe Manna, interprete: Ciro Formisano)
- 1927
  -  'A carezza d' 'o mare (musica: Giuseppe Cioffi, interprete: Ciro Formisano)
  -  'A festa 'o paese (musica: Giuseppe Manna, interprete: Salvatore Papaccio)
  - Troppo bene (musica: Mario Nicolò, interprete: Salvatore Papaccio)
  -  P' 'o mare cu' tte!... (musica: Ferruzzi, interprete: Enzo De Muro-Lomanto)